# Habitat (Man on Fire)
Habitat is het derde studioalbum van de Amerikaanse progressieve-rockband Man on Fire. Habitat is een conceptalbum over de (dreigende) onleefbaarheid van de wereld als habitat, voornamelijk gesitueerd in een betonnen flatwijk.

## Productie
De band rond zanger-toetsenist Jeff Hodges en gitarist-bassist Eric Sands was voor de opnames uitgebreid met drummer Rob Sindon. Als gastmusici speelden Adrian Belew (King Crimson) en David Ragsdale (Kansas) mee. Na dit album zou een pauze van zes jaar ingelast worden.

## Ontvangst
Dick van der Heijden van ProgWereld was zeer positief over het album. Hij noemde Habitat "steengoed" en beoordeelde Ragsdales bijdragen als "van exceptionele schoonheid". Op Music in Belgium werd over de bijdrage van Belew opgemerkt dat de invloeden van Robert Fripp duidelijk hoorbaar zijn. Will Fry van IGN vond dat het album een christelijk thema heeft. De personages die voorbij komen in de verhaallijn van het conceptalbum noemde hij "flat, uninspired stereotypes" waar geen conclusie voor geboden wordt.

## Muziek
| Nr. | Titel                 | Duur |
| --- | --------------------- | ---- |
| 1.  | The block             | 5:37 |
| 2.  | Mr. Lie               | 5:50 |
| 3.  | Majestic              | 4:35 |
| 4.  | Beast inside          | 5:27 |
| 5.  | Street game           | 5:29 |
| 6.  | What the canvas hides | 5:16 |
| 7.  | Might is right        | 4:55 |
| 8.  | Curtain call          | 6:14 |
| 9.  | Shelter               | 4:09 |
| 10. | Love never lost       | 6;14 |
| 11. | Broken                | 6:27 |
| 12. | Habitat               | 8:15 |

## Bezetting
- Jeff Hodges – zang, toetsinstrumenten
- Eric Sands – gitaar, basgitaar
- Rob Sindon – slagwerk, percussie
- Steve Carroll – teksten

Met:
- Adrian Belew – gitaar, elektronica
- David Ragsdale – viool
- Brent Shelley – akoestische gitaar
- Richard Meeder – basgitaar (4)